# Саут-Огден (Юта)
Саут-Огден (англ. South Ogden) — місто (англ. city) в США, в окрузі Вебер штату Юта. Населення — 17 488 осіб (2020).

## Географія
Саут-Огден розташований за координатами 41°10′17″ пн. ш. 111°57′25″ зх. д. / 41.17139° пн. ш. 111.95694° зх. д. (41.171494, -111.956818). За даними Бюро перепису населення США в 2010 році місто мало площу 9,56 км², уся площа — суходіл.

## Демографія
Згідно з переписом 2010 року, у місті мешкали 16 532 особи в 6204 домогосподарствах у складі 4321 родини. Густота населення становила 1729 осіб/км². Було 6631 помешкання (693/км²).
Расовий склад населення:
| - 87,5 % — білих - 1,4 % — чорних або афроамериканців - 1,3 % — азіатів - 0,6 % — корінних американців - 0,3 % — вихідців з тихоокеанських островів - 5,6 % — осіб інших рас |

До двох чи більше рас належало 3,2 %. Частка іспаномовних становила 12,8 % від усіх жителів.
За віковим діапазоном населення розподілялося таким чином: 26,9 % — особи молодші 18 років, 58,7 % — особи у віці 18—64 років, 14,4 % — особи у віці 65 років та старші. Медіана віку мешканця становила 31,6 року. На 100 осіб жіночої статі у місті припадало 96,0 чоловіків; на 100 жінок у віці від 18 років та старших — 93,8 чоловіків також старших 18 років.
Середній дохід на одне домашнє господарство становив 70 312 долари США (медіана — 55 605), а середній дохід на одну сім'ю — 79 093 долари (медіана — 63 221). Медіана доходів становила 47 672 долари для чоловіків та 36 364 долари для жінок. За межею бідності перебувало 10,7 % осіб, у тому числі 14,6 % дітей у віці до 18 років та 8,1 % осіб у віці 65 років та старших.
Цивільне працевлаштоване населення становило 7965 осіб. Основні галузі зайнятості: освіта, охорона здоров'я та соціальна допомога — 25,4 %, публічна адміністрація — 13,9 %, виробництво — 12,0 %, роздрібна торгівля — 11,2 %.